# طاق دروازه
طاق دروازه (به انگلیسی: Gateway Arch) نام یک طاق قوسی معروف در آمریکا است. این طاق در پارک یادبود توسعه ملی جفرسون قرار دارد و در شهر سنت لوئیس در میزوری واقع شده‌است. طاق دروازه با بلندی ۱۹۲ متر (۶۳۰ فوت) تقریباً دو برابر مجسمه آزادی، و بلندترین یادمان در آمریکا است. این طاق از فولاد ضدزنگ به شکل زنجیرواره وزن‌دار ساخته شده و به‌عنوان یادمانی از توسعهٔ غرب ساخته شده‌است. ساخت آن در سال ۱۹۶۵ پایان یافت. طاق دروازه اکنون نمادی از شهر سنت لوئیس دانسته می‌شود.

## ویژگی‌ها
این بنای سهمی شکل در پارکی در مرکز شهر و در کرانه باختری رودخانه میسیسیپی قرار دارد و در ۱۹۶۵ میلادی افتتاح گردید و توسط معمار فنلاندی‌تبار آمریکایی ارو سارینن طراحی گردید.
طاق دروازه با بلندی ۶۳۰ فوت (۱۹۲ متر) بلندترین یادمان آمریکا است. این بنا ۷۵ فوت بلندتر از یادبود واشینگتن و بلندتر از هرم بزرگ جیزه با بلندی ۴۵۰ فوت است اما از برج ایفل با بلندی ۹۴۸ فوت کوتاه‌تر می‌باشد. وزن طاق دروازه ۴۳٬۰۰۰ تن و جنس آن از فولاد ضدزنگ است. در هر سوی طاق دروازه ۱٬۰۷۶ پله وجود دارد اما بازدیدکنندگان در حالت عادی نمی‌توانند از آن‌ها استفاده کنند. برای جابجا شدن بازدیدکنندگان کپسول‌های پنج‌نفره‌ای تعبیه شده‌است که آن‌ها را در مدت ۴ دقیقه بالا و ۳ دقیقه پایین می‌آورد. در بالای طاق امکان تماشای شهر سنت لوئیس وجود دارد.

## در فرهنگ عامه
جلال آل احمد در خاطرات خود این بنا را اینگونه توصیف می‌کند:
«دیگر اینکه این سنت لوئیس دوازدهمین شهر آمریکاست، با یک طاق نصرت بلند دروازه مانند… علامتی برای شهر. وسیله پز اهالی، و نیز وسیله جلب سیاح. چون این سنت لوئیس را از قدیم، دروازه غرب می‌گفته‌اند و هر که می‌رفته سمت غرب آمریکا، اینجا آب و آذوقه و اسب و استر تهیه می‌کرده… والخ… بدک نبود. طرح بلند کشیده‌ای داشت… طاق نصرتش که دروازه باشد، سخت نظرمان را جلب کرد.»

## نگارخانه

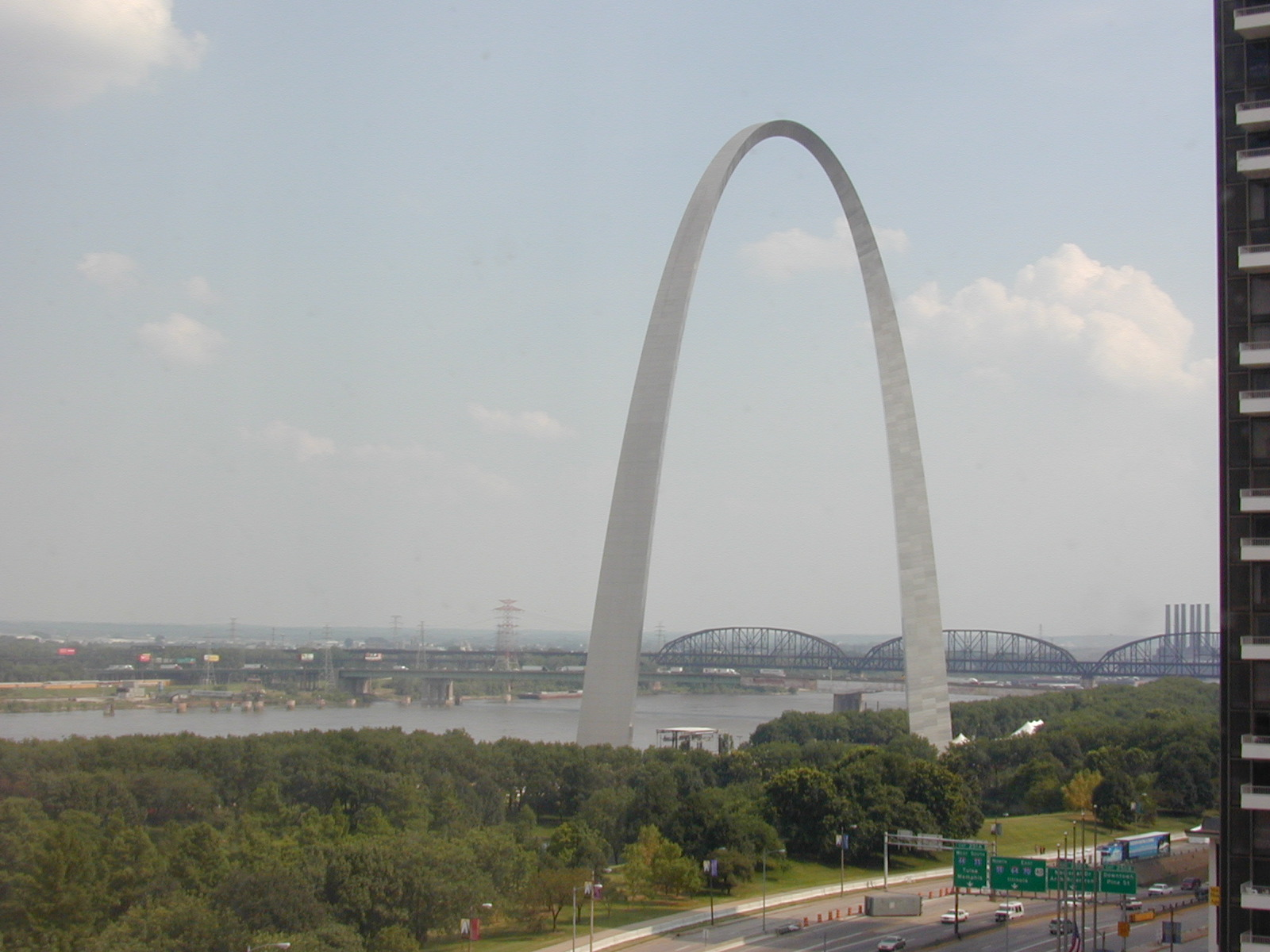
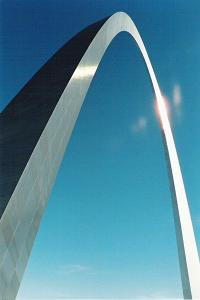
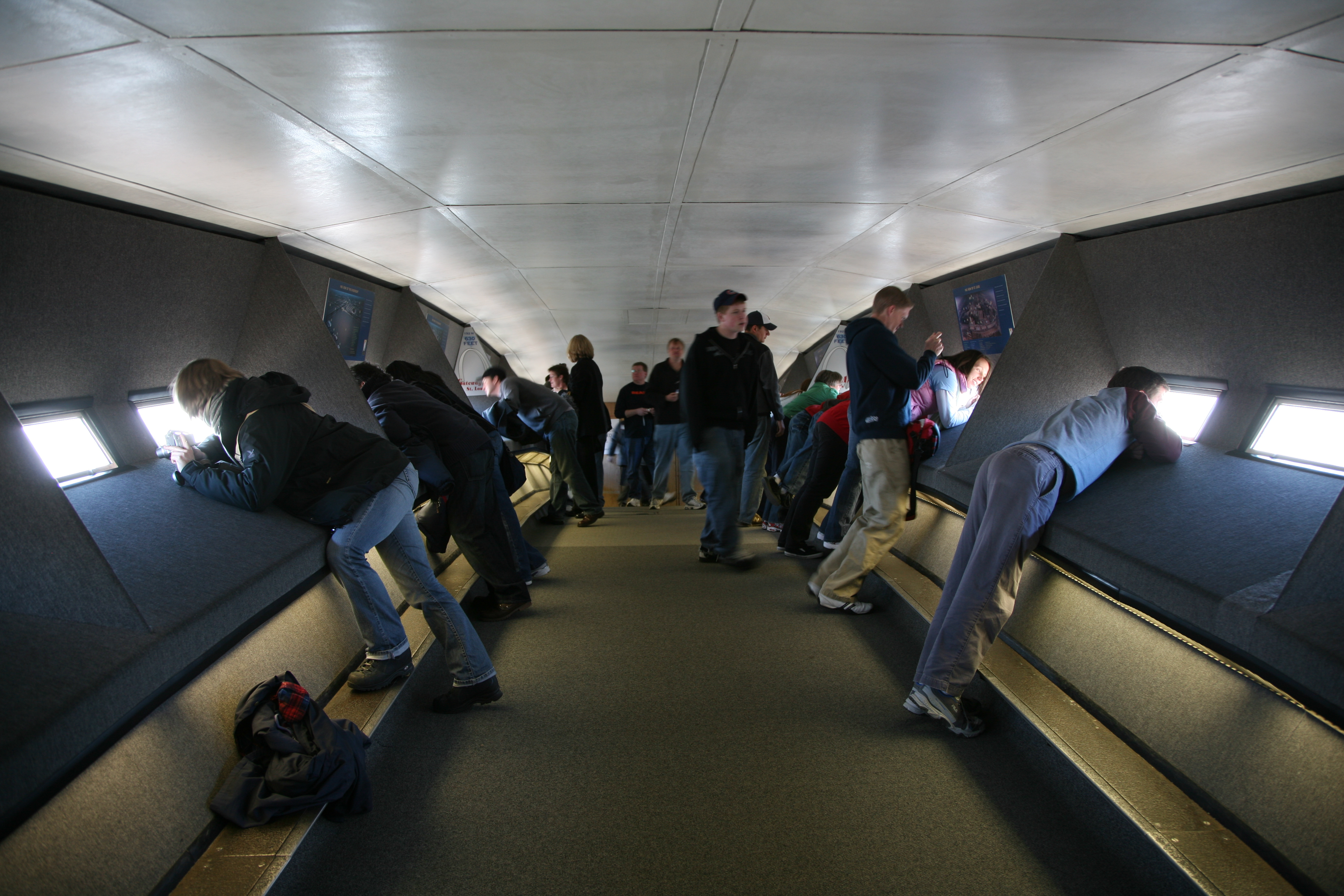
بازدیدکنندگان می‌توانند با آسانسور مخصوصی که در داخل بنا قرار دارد، به نقطه اوج طاق سفر کرده و از پنجره‌های قرار گرفته در آن، شهر را مشاهده کنند.
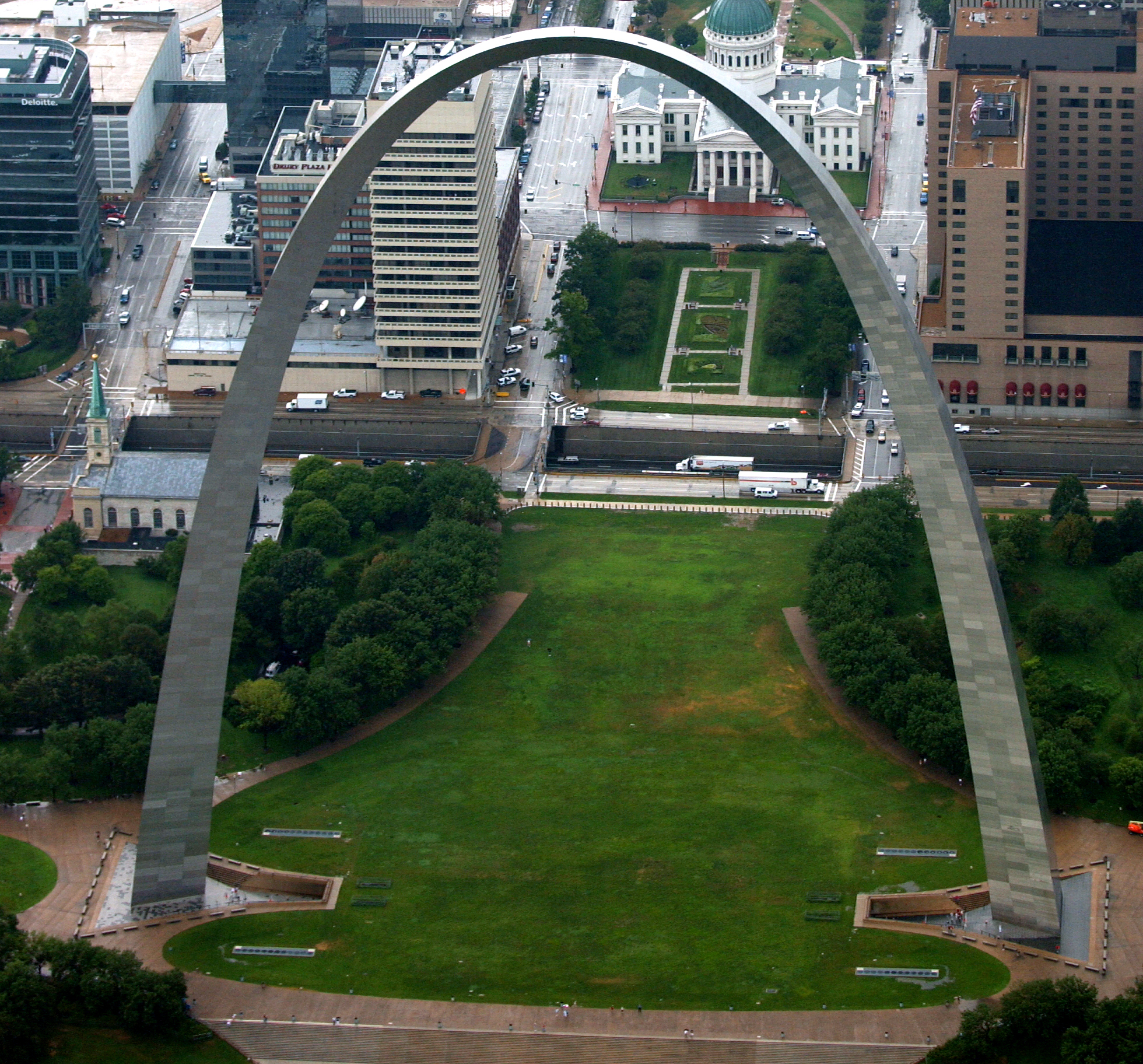
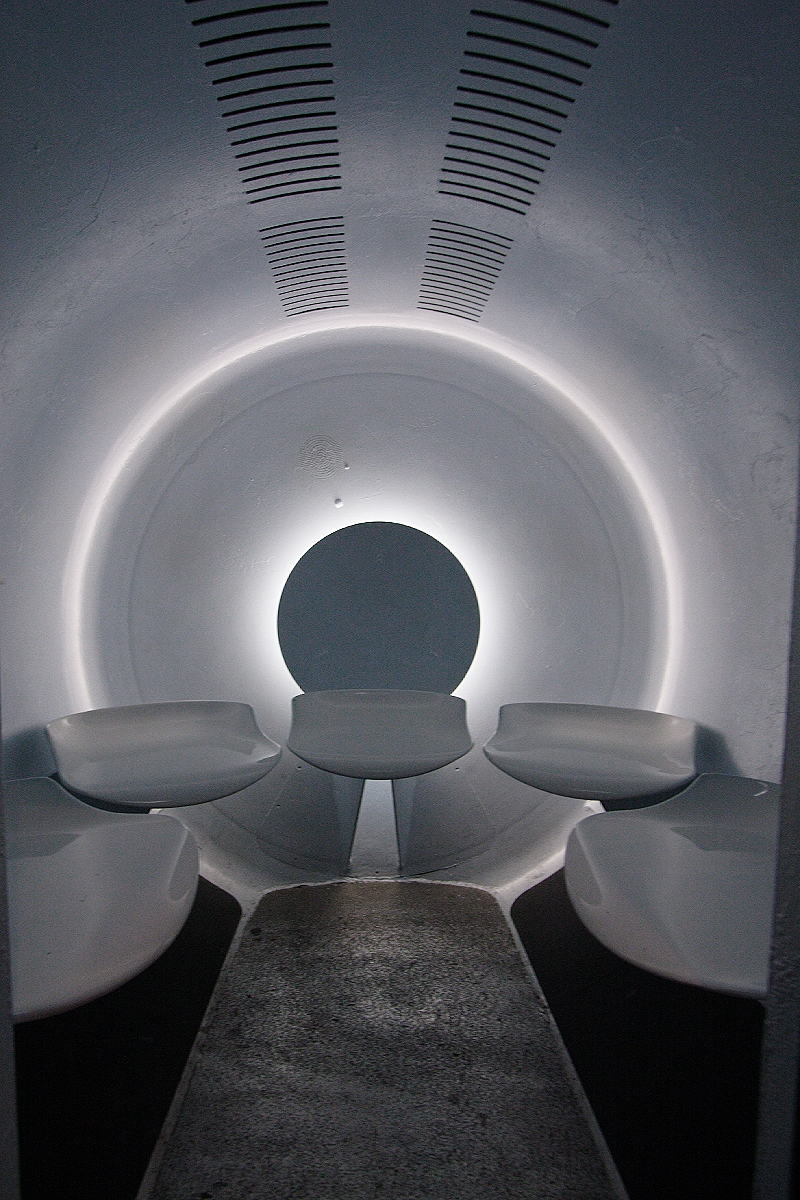
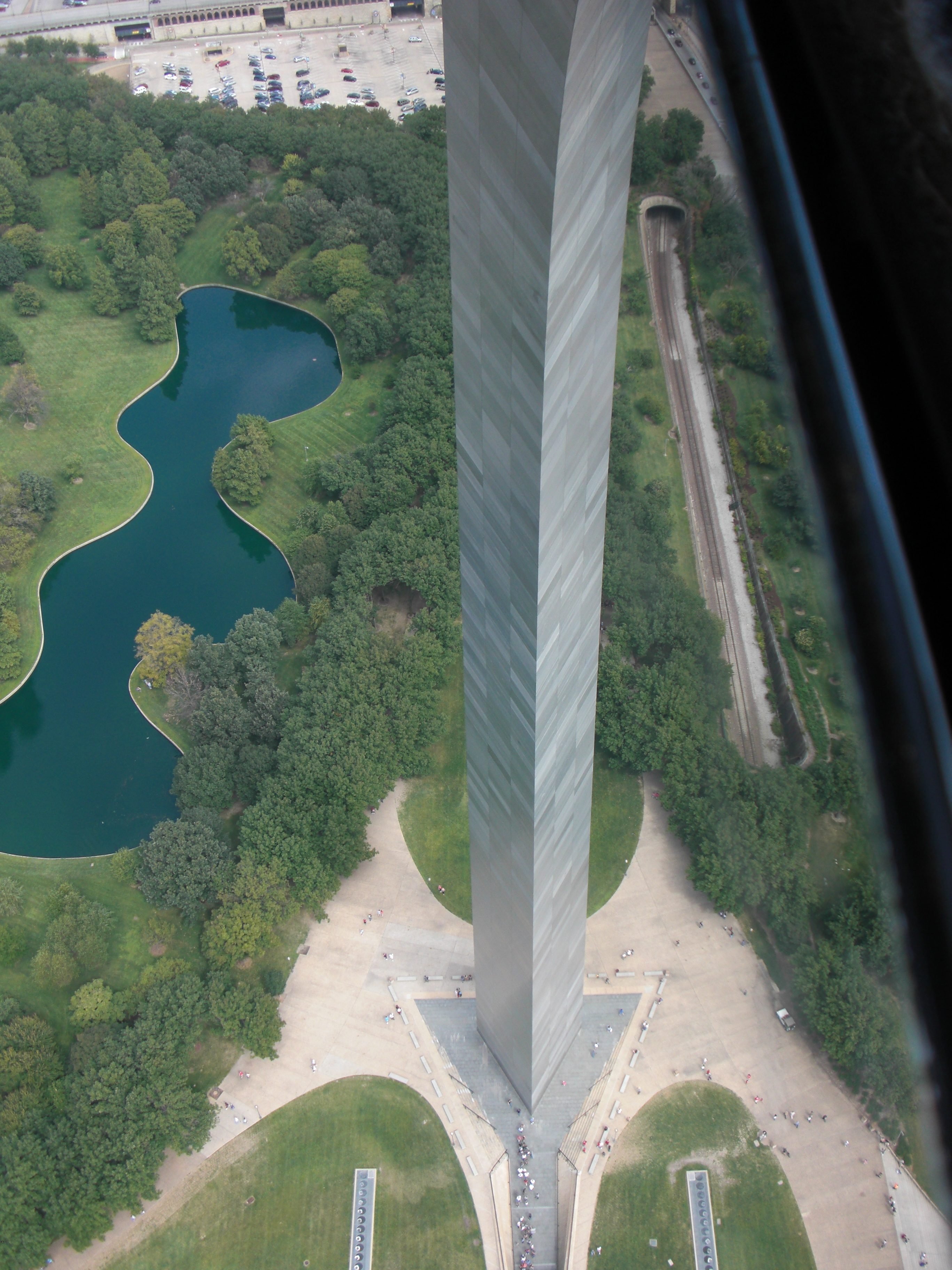
نمای محوطهٔ زیر طاق دروازه از یکی از پنجره‌های بالای آن
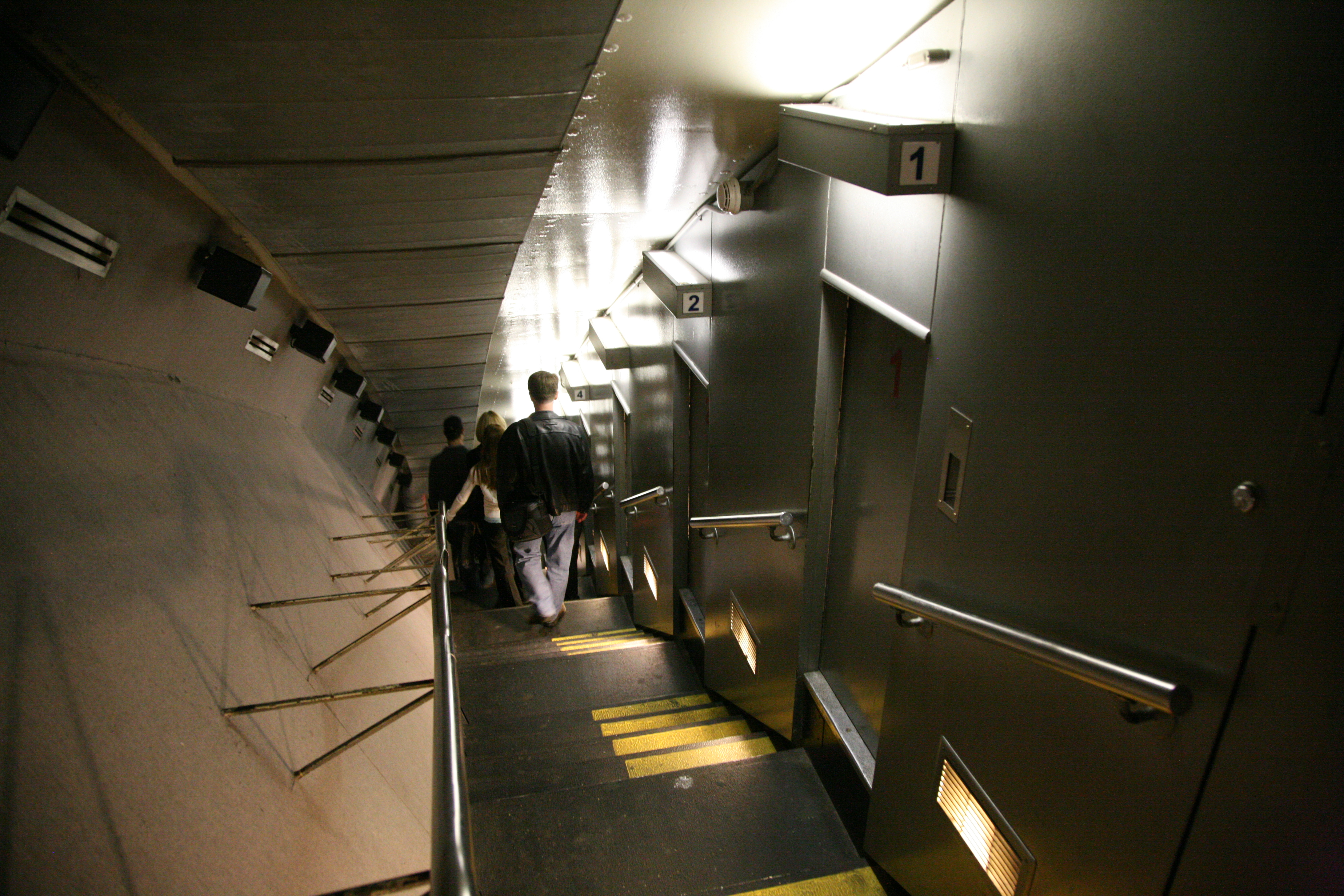
نمایی از درون طاق دروازه
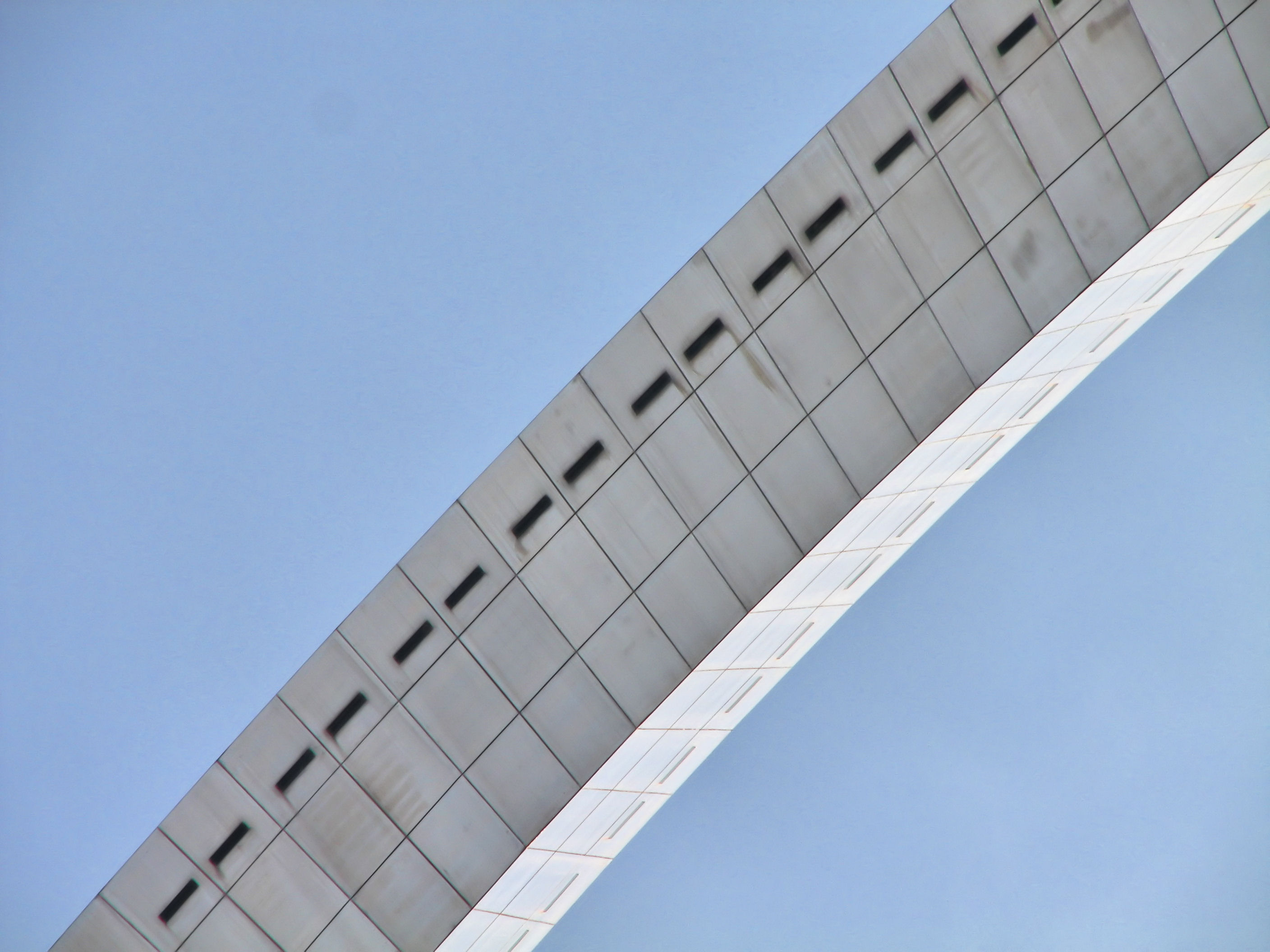
پنجره‌های بالای طاق دروازه